# La Ceiba (Lara)
Pour les articles homonymes, voir La Ceiba.
La Ceiba est la capitale de la paroisse civile de Coronel Mariano Peraza de la municipalité de Jiménez de l'État de Lara au Venezuela. 